# Marcos Abarrategui
Marcos Abarrategui (Vitòria, s. XIX) va ser un artista plàstic, ferrer i cisellador basc.
Segons Manuel Ossorio va ser un dels pocs artistes hereu de la tradició dels ferrers i ciselladors Yepes, Rodríguez i Villalpando. A banda d'obres menors, és autor dela via sagrada o reixa de bronze i ferro que hi ha entre el presbiteri i el cor de la catedral de Saragossa, que va ser treballada per Abarrategui a les fàbriques de Vitòria, una obra que va tenir un cost de 20.000 morabatins i que va ser considerada d'un gust exquisit a l'època.